# Città medievale di Toruń

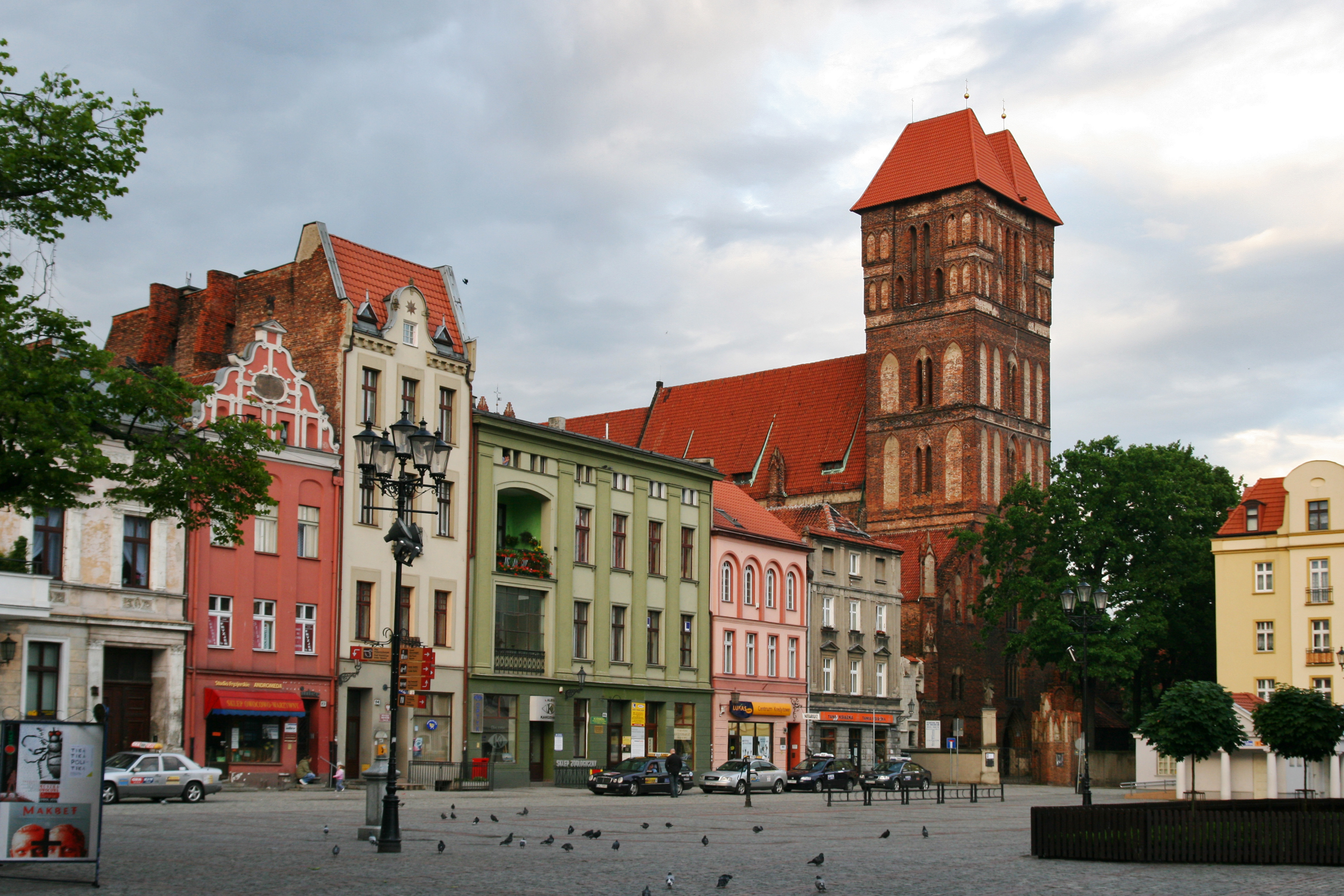
La piazza della Città Nuova

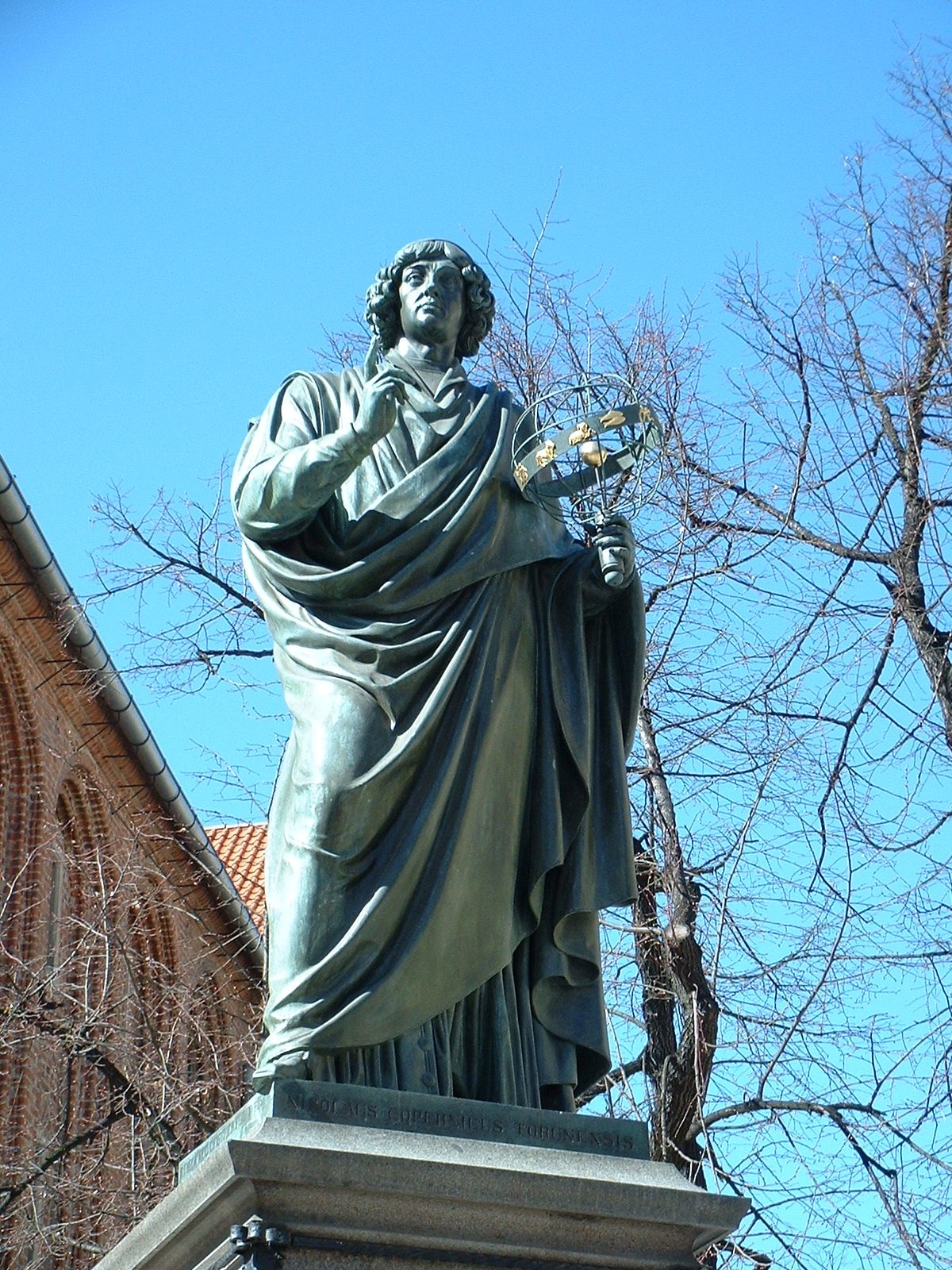
Il monumento dedicato a Niccolò Copernico

La Città medievale di Toruń è costituita dal centro storico medievale di Toruń, il nucleo più antico della città polacca. Il complesso urbano-architettonico è annoverato nel patrimonio culturale dell'UNESCO, Disposta praticamente sulla riva della Vistola, è molto ben conservata e in continuo restauro; oggi è quasi per intero un'isola pedonale, in cui è possibile una piacevole passeggiata lungo il fiume con un percorso pedonale che si snoda per alcuni chilometri.